# La Salvetat-Lauragais
La Salvetat-Lauragais är en kommun i departementet Haute-Garonne i regionen Occitanien i södra Frankrike. Kommunen ligger i kantonen Caraman som tillhör arrondissementet Toulouse. År 2022 hade La Salvetat-Lauragais 149 invånare.

## Befolkningsutveckling
Antalet invånare i kommunen La Salvetat-Lauragais
Referens:INSEE